# Barcelona (album)
Barcelona je studiové album zpěváka Freddieho Mercuryho, nahrané ve spolupráci se španělskou operní pěvkyní Montserrat Caballé. Vydáno bylo 10. října roku 1988 a spolu s Mercurym jej produkovali Mike Moran a David Richards. V jedné písní z alba, „How Can I Go On“, hrál Mercuryho spoluhráč ze skupiny Queen, baskytarista John Deacon. Kromě angličtiny jsou některé písně či jejich části zpívány také ve španělštině, ale také japonštině.

## Seznam skladeb
| Pořadí | Název             | Autor                              | Délka |
| ------ | ----------------- | ---------------------------------- | ----- |
| 1.     | Barcelona         | Freddie Mercury, Mike Moran        | 5:37  |
| 2.     | La Japonaise      | Mercury, Moran                     | 4:49  |
| 3.     | The Fallen Priest | Mercury, Moran, Tim Rice           | 5:46  |
| 4.     | Ensueño           | Mercury, Moran, Montserrat Caballé | 4:27  |
| 5.     | The Golden Boy    | Mercury, Moran, Rice               | 6:04  |
| 6.     | Guide Me Home     | Mercury, Moran                     | 2:49  |
| 7.     | How Can I Go On   | Mercury, Moran                     | 3:51  |
| 8.     | Overture Piccante | Mercury, Moran                     | 6:40  |